# Высокая Вакуловка (Козельщинский район)
Высокая Вакуловка (укр. Висока Вакулівка) — село,
Высоковакуловский сельский совет,
Козельщинский район,
Полтавская область,
Украина.
Код КОАТУУ — 5322081201. Население по переписи 2001 года составляло 586 человек.
Является административным центром Високовакуловского сельского совета, в который, кроме того, входят сёла
Долгое,
Марьяновка и
Юровка.

## Географическое положение
Село Высокая Вакуловка находится на расстоянии в 1 км от села Юровка и в 2-х км от села Марьяновка.

## История
- По переписи 1781 года в Говтвянскую сотню Миргородского полка входила слобода Вакуловка, 38 хат.

## Экономика
- Птице-товарная ферма.
- ООО «Лан».
- КСП им. Шевченко.

## Объекты социальной сферы
- Школа І—ІІ ст.